# Kościół Wszystkich Świętych w Bełdowie
Kościół Wszystkich Świętych w Bełdowie – rzymskokatolicki kościół parafialny zlokalizowany w Bełdowie (gmina Aleksandrów Łódzki). Funkcjonuje przy nim parafia Wszystkich Świętych.

## Historia
Parafię erygował we wsi w 1416 arcybiskup gnieźnieński Mikołaj Trąba, ale akt ten wygasł z nieznanych przyczyn. W 1526 arcybiskup gnieźnieński Jan Łaski ponowił akt erygowania parafii. Pierwsza, drewniana świątynia dotrwała do 1525, a 13 listopada 1547 poświęcono drugą (ufundowali ją Bełdowscy). Aktu poświęcenia dokonał biskup Sebastian Żydowski. Kościół ten rozebrano w 1897. Trzecią świątynię ufundował właściciel Bełdowa, Jan Wężyk. Budowę rozpoczęto w 1897. Konsekrował ją w 1901 biskup sufragan warszawski Kazimierz Ruszkiewicz. Projektantem był warszawski architekt Stanisław Adamczewski.
W 2013 wizytację pasterską złożył w kościele biskup Adam Lepa.

## Architektura i wyposażenie
Obiekt wybudowano w stylu neorenesansowym, jednak wyposażenie wnętrza jest znacznie starsze i pochodzi m.in. z poprzednich świątyń. Szczególnie wartościowe są:
- barokowy ołtarz główny z początku XVIII wieku z rzeźbą Boga Ojca i obrazem Ukrzyżowania,
- barokowe ołtarze boczne z początku XVIII wieku zawierające obrazy Świętej Rodziny i Matki Boskiej z Dzieciątkiem,
- chrzcielnica i kropielnica (kamienne) z przełomu XV i XVI wieku,
- rokokowy feretron z końca XVIII wieku,
- barokowy obraz Chrystusa dźwigającego krzyż,
- barokowy obraz Matki Boskiej Szkaplerznej,
- barokowy obraz nieznanej świętej,
- barokowe krzyże, lichtarze,
- kielich mszalny z 1792[2],
- stuła z XVIII wieku[1].

## Kaplica cmentarna Wężyków
Na cmentarzu parafialnym stoi murowana kaplica Przemienienia Pańskiego z 1854, potocznie nazywana Kaplicą Wężyków. Wzniósł ją właściciel wsi, Jan Wężyk, jako mauzoleum rodzinne. Ma formę greckiej świątyni ozdobionej portykiem z czterema kolumnami. Wewnątrz wiszą tablice grobowe rodu Wężyków.